# Tang-Loongo
Tang-Loongo est une localité située dans le département de Tanghin-Dassouri de la province du Kadiogo dans la région Centre au Burkina Faso.

## Géographie
Tang-Loongo est administrativement associé à la localité de Ouansoua.

## Santé et éducation
Le centre de soins le plus proche de Tang-Loongo est le centre de santé et de promotion sociale (CSPS) de Sané tandis que le centre médical (CM) se trouve à Tanghin-Dassouri et que les hôpitaux sont à Ouagadougou.
Le village possède un centre d'alphabétisation tandis que l'école primaire publique est à Ouansoua.